# Golden Foot 2011

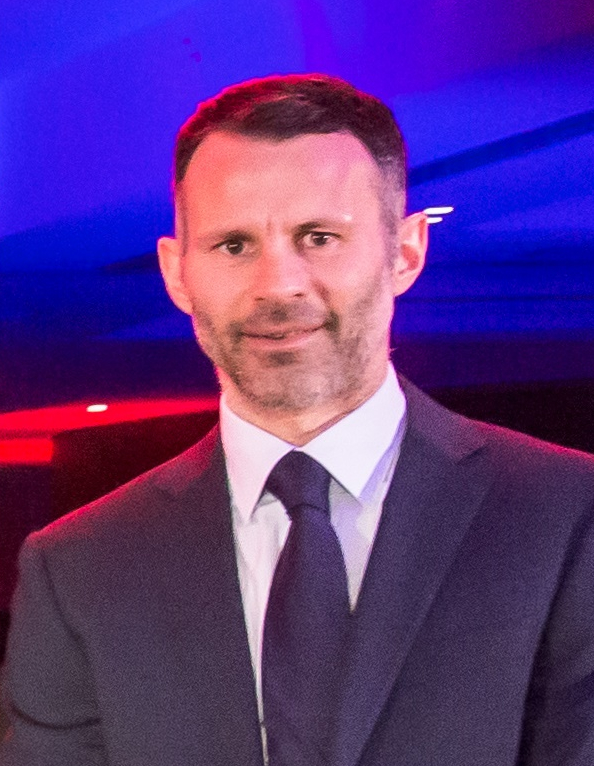
Ryan Giggs ganador en 2011

El premio Golden Foot 2011 fue la novena entrega de este importante galardón celebrado el 10 de octubre de 2011.  El futbolista Ryan Giggs fue el ganador de la novena entrega.
 Giggs fue elegido a la edad de 37 años mientras militaba en el equipo inglés Manchester United FC, club en el cual ha desarrollado toda su carrera futbolística desde 1990.

## Premio

### Ganador y nominados
| Futbolista           | Nacionalidad    | Club                 |
| -------------------- | --------------- | -------------------- |
| Ryan Giggs           | Gales           | Manchester United FC |
| David Beckham        | Inglaterra      | Real Madrid C. F.    |
| Gianluigi Buffon     | Italia          | Juventus FC          |
| Iker Casillas        | España          | Real Madrid CF       |
| Didier Drogba        | Costa de Marfil | Chelsea FC           |
| Samuel Eto'o         | Camerún         | Inter de Milán       |
| Carles Puyol         | España          | FC Barcelona         |
| Raúl González Blanco | España          | Real Madrid C. F.    |
| Xavi Hernández       | España          | FC Barcelona         |
| Javier Zanetti       | Argentina       | Inter de Milán       |